# Gylfi
Gylfi ist ein männlicher Vorname.

## Namensträger
- sagenhafter skandinavischer König Gylfi, siehe Gylfaginning (Gylfis Täuschung), ein Teil der Snorra-Edda
- Gylfi Þór Sigurðsson (* 1989), isländischer Fußballspieler
- Gylfi Gylfason (* 1977), isländischer Handballspieler
- Gylfi Magnússon (* 1966), isländischer Wirtschaftswissenschaftler
- Anton Gylfi Pálsson, isländischer Handballschiedsrichter